# Ungnadia speciosa
Ungnadia speciosa är en kinesträdsväxtart som beskrevs av Stephan Ladislaus Endlicher. Ungnadia speciosa ingår i släktet Ungnadia och familjen kinesträdsväxter. Inga underarter finns listade i Catalogue of Life.